# Vojtěch Munzar
Vojtěch Munzar (ur. 19 grudnia 1976 w Kladnie) – czeski polityk.
Był radnym miejskim i zastępcą burmistrza rodzimego miasta, następnie członkiem rady kraju środkowoczeskiego. W latach 2012-2014 pełnił funkcję wiceministra środowiska. Od 2017 roku jest posłem Izby Poselskiej z ramienia Obywatelskiej Partii Demokratycznej.